# Salzburger Volkszeitung
Die Salzburger Volkszeitung (SVZ) war bis 2014 mit einer geschätzten Auflage von 8.500 verkauften Exemplaren die kleinste Tageszeitung Österreichs. Im März 2005 wurde die SVZ von der ÖVP Salzburg an die oberösterreichische Aistleitner-Firmengruppe verkauft. Bis dahin war sie eine der letzten österreichischen Tageszeitungen in Parteibesitz. Sie erschien täglich von Montag bis Samstag und bediente mit ihrer Berichterstattung Stadt und Land Salzburg.
Die Salzburger Volkszeitung war Genossenschafter der Austria Presse Agentur.

## Geschichte

### 1865 bis 1945
Unter dem Titel „Salzburger Chronik“ wurde das Blatt im Jahr 1865 von Vertretern der katholischen Kirche gegründet. Von 1882 an erschien die Zeitung täglich. Nach 1900 übernahm der katholische Preßverein in Salzburg die Herausgabe der Zeitung, der es nach und nach gelang, sich im Wettbewerb auf dem regionalen Zeitungsmarkt zu behaupten.
Die Position der Salzburger Chronik war im Jahr 1934 etwa gleich stark wie die ihres sozialdemokratischen Pendants, das in der Zeit des Austrofaschismus verboten wurde.
In der Nacht vom 11. zum 12. März 1938 stürmten die Nationalsozialisten vor dem Anschluss Österreichs die Redaktionsräume der Zeitung. Die Nazis führten das Blatt bis zum Mai 1945 als Salzburger Zeitung bzw. als Salzburger Landeszeitung weiter.

### Ab 1945
Nach Ende des Zweiten Weltkriegs erhielt der Preßverein die Erlaubnis, seine Zeitung wieder herauszugeben. Unter neuem Namen erschien das Blatt am 23. Oktober 1945 als Salzburger Volkszeitung. Seit 1967 steht das Kürzel SVZ für diesen Namen. Im Jahr 1968 wurde die SVZ mit dem Salzburger Volksboten, der Zeitung des ÖVP-Bauernbundes, zusammengelegt und erschien als Wochenzeitung.
Ab 3. November 1971 konnte die SVZ wieder als Tageszeitung erscheinen, doch hatte sie ihre redaktionelle Selbstständigkeit eingebüßt. Als Teil des Zeitungsringes dreier ÖVP-Parteizeitungen überlebte die SVZ, im Gegensatz zu vielen anderen Blättern, den Niedergang der österreichischen Parteizeitungen.
In Zusammenarbeit mit der Kärntner Volkszeitung und den Tiroler Nachrichten wurde die SVZ in einer Mantelredaktion in Klagenfurt produziert. Jedes Manuskript musste aufwendig nach Kärnten übermittelt werden. Die gedruckte Ausgabe (damals acht großformatige Seiten; ab 1976: Kleinformat) wurde dann per LKW in der Nacht über Katschberg und Tauern nach Salzburg transportiert.
Die beiden Schwesterzeitungen in Tirol und Kärnten wurden mit Ende Jänner 1990 aufgrund finanzieller Schwierigkeiten eingestellt. Die SVZ konnte nur dank der in diesem Jahr eingeführten besonderen Presseförderung des Bundes weitergeführt werden.
Seit dem 1. Juni 1993 wurde die SVZ in redaktioneller Kooperation mit dem Neuen Volksblatt aus Linz hergestellt. Kurz zuvor war die Klagenfurter SVZ-Redaktion geschlossen worden.
Die Zeitung befand sich mehrheitlich im Besitz der Volkspartei Salzburg und war neben der Schwesternzeitung Neues Volksblatt aus Oberösterreich die einzige verbliebene Parteizeitung der Österreichischen Volkspartei (ÖVP).
Nach der Niederlage der Salzburger VP bei der Landtagswahl im März 2004 musste die SVZ massiv sparen. Die Volkspartei sah sich aufgrund der geringeren Parteienförderung nicht mehr in der Lage, das Defizit der SVZ abzudecken. Der Bund kürzte die Presseförderung der Zeitung im Jahr 2004 um rund 300.000 Euro auf knapp 1 Million Euro.
Der Umfang der Zeitung wurde von 32 auf 24 Seiten reduziert. Ende 2004 wurden drei der neun Redakteure abgebaut. Chefredakteur Helmut Mödlhammer, Lokalchef Konnie Aistleitner und Kulturchef Ernst Strobl verließen die SVZ.
Das Blatt ging eine weit reichende Kooperation mit dem Volksblatt der VP Oberösterreich ein. Die Bereiche Innen- und Außenpolitik wurden direkt vom Neuen Volksblatt aus Linz übernommen. Auch die gesamte Verwaltung inklusive Abo- und Anzeigenverkauf wurden nach Linz ausgelagert. Die Ressorts Lokales, Kultur und Sport verblieben in der Salzburger Redaktion und wurden von sechs Redakteuren (sowie von Praktikanten) betreut.
Ab 3. Jänner 2005 wurde die Zeitung von Harald Haidenberger geleitet und erschien mit einem Umfang von mindestens 24 Seiten gänzlich in Farbe (4c).
Am 7. Juli 2014 erschien die letzte Print-Ausgabe. Mit diesem Datum ging die Zeitung in Konkurs.

## Ende der Parteizeitung
Die Salzburger Volkszeitung wurde am 7. März 2005 von der VP Salzburg verkauft. Neue Eigentümerin ist die Aistleitner-Holding. Diese Firmengruppe mit Sitz in Perg befindet sich im Besitz von Martin Aistleitner, der als VP-Funktionär in der Perger Bezirksparteileitung tätig ist. Chefredakteur der SVZ ist der Bruder des neuen Eigentümers, der frühere SVZ-Lokalchef, Konnie Aistleitner. Den Plänen des Chefredakteurs zufolge soll das Blatt als lokale bürgerliche Tageszeitung geführt werden. Um das Image als Parteizeitung abzulegen, wurde die Kooperation mit dem Oberösterreichischen Volksblatt (das sich nach wie vor in ÖVP-Besitz befindet) beendet, schreibt die SVZ auf ihrer Website. Die Zeitung wird demnach nun zur Gänze in Salzburg produziert.
Die letzten gesicherten Auflagenzahlen stammten aus dem 2. Quartal 2002. Laut ÖAK hatte die SVZ damals eine verbreitete Auflage von 12.376 Exemplaren und eine verkaufte Auflage von 10.167 Stück, die jedoch danach weiter zurückgingen. Nach Branchenschätzungen vertrieb sie zuletzt, von nur knapp einer Handvoll Mitarbeitern erstellt, täglich rund 8.500 Exemplare. Damit war die SVZ die kleinste Tageszeitung Österreichs.

## Mitarbeiter
- Alfred Adrowitzer, ab 1945, Chefredakteur 1957–1968
- Gerd Bacher (1946, Volontär)
- Horst Friedrich Mayer (Chefredakteur 1968–1969)
- Willi Sauberer (Chefredakteur 1971–1994)
- Franz Schausberger
- Arno Gasteiger
- Manfred Perterer
- Heinz Nußbaumer
- Helmut Mödlhammer (Chefredakteur 1995–2004)
- Konnie Aistleitner (Chefredakteur)